# Hatfield (Pensilvania)
Hatfield es un borough ubicado en el condado de Montgomery en el estado estadounidense de Pensilvania. En el año 2000 tenía una población de 2,605 habitantes y una densidad poblacional de 1,584.1 personas por km².

## Geografía
Hatfield se encuentra ubicado en las coordenadas 40°16′41″N 75°17′56″O / 40.27806, -75.29889.

## Demografía
Según la Oficina del Censo en 2000 los ingresos medios por hogar en la localidad eran de $45,975 y los ingresos medios por familia eran $52,743. Los hombres tenían unos ingresos medios de $38,939 frente a los $30,775 para las mujeres. La renta per cápita para la localidad era de $21,133. Alrededor del 5.5% de la población estaba por debajo del umbral de pobreza.